# Default (gruppo musicale)
I Default sono stati un gruppo musicale canadese formatosi a Vancouver nel 2001.
Il loro primo album The Fallout è stato prodotto da Chad Kroeger, cantante dei Nickelback.

## Formazione
- Dallas Smith - voce
- Jeremy Hora - chitarra
- Dave Benedict - basso
- Danny Craig - batteria

## Discografia

### Album in studio
- 2001 - The Fallout
- 2003 - Elocation
- 2005 - One Thing Remains
- 2009 - Comes and Goes